# Brissy-Hamégicourt
Brissy-Hamégicourt település Franciaországban, Aisne megyében. Lakosainak száma 653 fő (2022. január 1.). Brissy-Hamégicourt Alaincourt, Brissay-Choigny, Moÿ-de-l’Aisne, Renansart és Séry-lès-Mézières községekkel határos.

## Népesség
A település népességének változása:
| Lakosok száma | 814  | 726  | 715  | 637  | 640  | 654  | 653  | 651  | 651  | 653  |
|               | 1968 | 1982 | 1990 | 2006 | 2013 | 2015 | 2017 | 2019 | 2020 | 2022 |